# More Than You Think You Are
More Than You Think You Are  —en español: Más de lo que creen que son— es el tercer álbum de la banda de rock alternativo Matchbox Twenty. El álbum fue lanzado el 19 de noviembre de 2002. La banda volvió a sonidos más roqueros, pero aún manteniendo el toque más pop del anterior trabajo. Aunque no fue tan exitoso comercialmente como dos discos anteriores de la banda (Yourself or Someone Like You y Mad Season), tuvieron una gran presencia de radio y produjo tres sencillos consecutivos en la de EE. UU. También es su último álbum con el guitarrista Adam Gaynor, quien dejó la banda en 2005.

## Lista de canciones
Todas las canciones escritas y compuestas por Rob Thomas, salvo que se indique lo contrario.. 
| N.º | Título                             | Escritor(es)                     | Duración |  |
| 1.  | «Feel»                             | Kyle Cook, Paul Doucette, Thomas | 3:20     |  |
| 2.  | «Disease»                          | Mick Jagger, Thomas              | 3:43     |  |
| 3.  | «Bright Lights»                    |                                  | 3:54     |  |
| 4.  | «Unwell»                           |                                  | 3:48     |  |
| 5.  | «Cold»                             | Matt Serletic, Thomas            | 3:15     |  |
| 6.  | «All I Need»                       |                                  | 3:41     |  |
| 7.  | «Hand Me Down»                     |                                  | 5:02     |  |
| 8.  | «Could I Be You?»                  | Doucette                         | 3:43     |  |
| 9.  | «Downfall»                         | Serletic, Thomas                 | 4:07     |  |
| 10. | «Soul»                             | Cook, Doucette, Thomas           | 4:34     |  |
| 11. | «You're So Real»                   |                                  | 3:01     |  |
| 12. | «The Difference»                   |                                  | 4:11     |  |
| 13. | «So Sad, So Lonely (hidden track)» |                                  | 3:46     |  |

## Personal
- Rob Thomas - voz principal,
- Kyle Cook - guitarra principal, coros, piano, banjo
- Adam Gaynor - guitarra rítmica, coros
- Brian Yale - guitarra baja
- Paul Doucette - batería